# Числа Перрона
У математиці число Перрона — ціле алгебричне число α, яке є дійсним і більшим від 1, при цьому всі його спряжені елементи менші від α за абсолютною величиною. Наприклад, більший із двох коренів незведеного многочлена {\displaystyle x^{2}-3x+1} є числом Перрона.
Числа Перрона названо на честь німецького математика Оскара Перрона. Теорема Перрона — Фробеніуса стверджує, що для дійсної квадратної матриці з додатними алгебричними коефіцієнтами, найбільше власне значення яких більше від одиниці, це власне значення є числом Перрона. Як тісно пов'язаний випадок число Перона графа визначають як спектральний радіус його матриці суміжності.
Будь-яке число Пізо або Салема є числом Перрона, як і міра Малера мономірного цілочисельного многочлена.